# Kormilowka
Kormilowka (russisch Корми́ловка) ist eine Siedlung städtischen Typs in der Oblast Omsk (Russland) mit 9616 Einwohnern (Stand 14. Oktober 2010).

## Geographie
Die Siedlung liegt im Südosten des Westsibirischen Tieflands, knapp 50 km östlich der Oblasthauptstadt Omsk unweit des linken Ufers des Irtysch-Nebenflusses Om.
Kormilowka ist Verwaltungszentrum des gleichnamigen Rajons Kormilowka.

## Geschichte
Die russische Besiedlung des Gebietes entlang des Om begann um 1720, als Bauern aus der Gegend von Tobolsk und Tara um die neu gegründete Festung Omsk angesiedelt wurden. Erste Dörfer auf dem Territorium des heutigen Rajons entstanden 1764–1765 (Syropjatskaja, Jurjewo, Ignatjewo und Sotino).
1864 trafen weitere Umsiedler aus dem Ujesd Ufa ein und gründeten das Dorf Kornilowka, benannt nach ihrem Herkunftdorf Kornilowo-Alexandrowskoje. Später wurde der leicht geänderte heutige Ortsname üblich, möglicherweise aufgrund einer volkstümlichen Ableitung von kormit (russisch für füttern), da sich hier auch eine Post- bzw. Relaisstation (russisch „Jam“, „Jamskaja stanzija“) am Sibirischen Trakt befand, an der die Postkutsch- und Reitpferde gewechselt und gefüttert wurden.
Ab dem Ende des 19. Jahrhunderts wuchs das Dorf schnell, da die Transsibirische Eisenbahn vorbeigeführt und auf diesem Abschnitt 1896 eröffnet wurde. 1896 gilt auch als „eigentliches“ Gründungsjahr des heutigen Kormilowka: 1996 wurde aus Anlass des „100-jährigen Bestehens“ eine Gedenkstele errichtet.
Im Rahmen einer Verwaltungsreform wurde Kormilowka 1924 Verwaltungszentrum eines Rajons und erhielt 1960 den Status einer Siedlung städtischen Typs.

### Bevölkerungsentwicklung
| Jahr | Einwohner |
| ---- | --------- |
| 1939 | 3.136     |
| 1959 | 5.142     |
| 1970 | 6.301     |
| 1979 | 7.513     |
| 1989 | 9.785     |
| 2002 | 10.290    |
| 2010 | 9.616     |

Anmerkung: Volkszählungsdaten

## Wirtschaft und Infrastruktur
In Kormilowka als Zentrum eines Landwirtschaftsgebietes gibt es Betriebe der Lebensmittelindustrie, daneben Unternehmen der Bau- und Baumaterialienwirtschaft.
Die Siedlung liegt an der Transsibirischen Eisenbahn (Streckenkilometer 2758 ab Moskau). Die vor wenigen Jahren neu trassierte und ausgebaute Fernstraße M51 von Tscheljabinsk über Omsk nach Nowosibirsk, Teil der transkontinentalen Straßenverbindung, umgeht Kormilowka südlich.

## Söhne und Töchter von Kormilowka
- Kristina Siwkowa (* 1997), Sprinterin